# Unione Sportiva Piombino 1948-1949
Questa voce raccoglie le informazioni riguardanti l'Unione Sportiva Piombino  nelle competizioni ufficiali della stagione 1948-1949.

## Rosa
| N. |                   | Ruolo | Calciatore          |
| -- | ----------------- | ----- | ------------------- |
|    | Italia (bandiera) | C     | Guido Ansaldi       |
|    | Italia (bandiera) | A     | Giorgio Baldinotti  |
|    | Italia (bandiera) | D     | D. Braccini         |
|    | Italia (bandiera) | D     | Mario Caciagli      |
|    | Italia (bandiera) | A     | Pietro Cattaneo     |
|    | Italia (bandiera) | P     | Giovanni Colombelli |
|    | Italia (bandiera) | A     | Bruno Gianolli      |
|    | Italia (bandiera) | A     | Giuseppe Grilli     |

| N. |                   | Ruolo | Calciatore        |
| -- | ----------------- | ----- | ----------------- |
|    | Italia (bandiera) | P     | R. Marcheschi     |
|    | Italia (bandiera) | D     | Bruno Mezzacapo   |
|    | Italia (bandiera) | A     | Ippolito Montiani |
|    | Italia (bandiera) | C     | Franco Paradisi   |
|    | Italia (bandiera) | C     | L. Piacentino     |
|    | Italia (bandiera) | A     | Mario Romoli      |
|    | Italia (bandiera) | A     | F. Viviani        |